# Omloop Het Volk 1983
L'Omloop Het Volk 1983, trentottesima edizione della corsa, si svolse il 5 marzo per un percorso di 220 km, con partenza ed arrivo a Gent. Fu vinto dal belga Fons De Wolf della squadra Bianchi-Piaggio, che bissò il successo dell'anno precedente, davanti all'olandese Jan Raas e all'altro belga Luc Colijn.

## Ordine d'arrivo (Top 10)
| Pos. | Corridore           | Squadra                       | Tempo    |
| ---- | ------------------- | ----------------------------- | -------- |
| 1    | Fons De Wolf        | Bianchi-Piaggio               | 5h33'00" |
| 2    | Jan Raas            | TI-Raleigh-Campagnolo         | s.t.     |
| 3    | Luc Colijn          | Fangio-Tonissteiner-OM Trucks | a 2'21"  |
| 4    | Kim Andersen        | Coop-Mercier-Mavic            | s.t.     |
| 5    | Étienne De Wilde    | La Redoute-Motobecane         | s.t.     |
| 6    | Johan van der Velde | TI-Raleigh-Campagnolo         | s.t.     |
| 7    | Adrie van der Poel  | Aernoudt-Rossin               | s.t.     |
| 8    | Jef Lieckens        | Safir-Van De Ven              | s.t.     |
| 9    | Rudy Matthijs       | Boule d'Or-Colnago            | a 3'54"  |
| 10   | Ludo Peeters        | TI-Raleigh-Campagnolo         | s.t.     |